# Хлоя Саттон
Хлоя Саттон (англ. Chloe Sutton; нар. 3 лютого 1992) — американська плавчиня.
Учасниця Олімпійських Ігор 2008, 2012 років.
Призерка Чемпіонату світу з плавання на короткій воді 2012 року.
Переможниця Пантихоокеанського чемпіонату з плавання 2006, 2010 років.
Переможниця Панамериканських ігор 2007 року.